# Вероятностное рассуждение
Вероятностное рассуждение — это метод использования теории вероятностей для вывода и принятия решений на основе неопределенной или неполной информации. В отличие от детерминированных подходов, вероятностное рассуждение позволяет учитывать неопределенность и вариативность в данных и моделях. Оно применяется во многих областях, включая машинное обучение, экономику, медицину, инженерию, физику и многие другие.

## Методы вероятностного рассуждения
- Байесовский вывод — метод обновления вероятностей гипотез на основе новых данных. Основывается на теореме Байеса[1].
- Методы Монте-Карло — численные методы для оценки вероятностей и статистик путем многократного случайного моделирования[2].
- Марковские цепи — модели, где вероятность перехода в следующее состояние зависит только от текущего состояния[3].

- Распределения вероятностей — математические функции, описывающие вероятности различных исходов случайных событий (например, нормальное распределение, биномиальное распределение).

## Примеры вероятностного рассуждения

### Теорема о конце света
Один из примеров вероятностного рассуждения, и самый известный, — теорема о конце света. Эта гипотетическая теорема использует байесовскую статистику и антропный принцип для оценки вероятности конца человечества на основе числа уже живших людей. Согласно этой теореме, если считать себя случайным представителем всех людей, то вероятнее всего, человечество находится где-то посередине своего существования, что может означать скорый конец.